# Amy Bernardy
Amy Allemand Bernardy (Firenze, 16 gennaio 1880 – Roma, 25 ottobre 1959) è stata una giornalista e storica italiana, autrice dei primi studi analitici sul fenomeno migratorio italiano.

## Biografia
Amy Bernardy nacque a Firenze nel 1880 da padre americano di origini irlandesi, in Italia come console per gli Stati Uniti, e madre italiana di origini savoiarde. Crebbe in un ambiente cosmopolita, compiendo per volontà dei genitori numerosi viaggi di formazione, in Inghilterra, Francia, Austria, Svizzera, che orientarono in seguito la sua scelta di fare del viaggio una professione e, quindi, di dedicarsi al giornalismo. Studiò presso l'Istituto di Studi Superiore di Firenze, dove si laureò nel 1901 sotto la guida di Pasquale Villari con una tesi in storia sulle relazioni turco-venete tra Seicento e Settecento. Successivamente, conseguì una seconda laurea in paleografia. Già negli anni dell'università si avvicinò alla questione migratoria, entrando a far parte della Società Dante Alighieri, associazione dedita alla tutela e diffusione della cultura italiana nel mondo, di cui Villari fu presidente dal 1896 al 1903 e la stessa Bernardy divenne vicepresidente, appena laureata, del comitato universitario. Nel 1903 ottenne un incarico come lettrice di italiano presso lo Smith College di Northampton, nel Massachusetts, di cui divenne anche direttrice fino al 1910. Durante il suo primo viaggio transoceanico ebbe modo di osservare in prima persona e di rimanere profondamente colpita dalle condizioni degli emigranti italiani, che più tardi diverranno l'oggetto principale dei suoi lavori. Scrive infatti di aver assistito a «donne prese a calci e schiaffi, uomini sbatacchiati e bestemmianti, bambini calpestati e piangenti». Negli Stati Uniti iniziò l'attività di giornalista, pubblicando articoli anche su riviste e quotidiani italiani come Il Regno di Enrico Corradini, Corriere della Sera di Luigi Albertini e Il Giornale d'Italia. Nel 1908 ricevette l'incarico da parte del Commissariato generale dell'emigrazione, organo del Ministero degli Affari esteri del governo italiano creato nel 1901 con la legge sull'emigrazione, di condurre un'inchiesta sulle condizioni materiali e morali delle donne e dei fanciulli italiani nell'Est degli Stati Uniti. Seguì un secondo incarico riguardante gli stati dell'Ovest, più lungo e gravoso, anche perché compiuto in inverno per osservare le reali condizioni di vita della gente. In questi lavori veniva considerata per la prima volta la specificità femminile all'interno della questione migratoria. Nel 1910 Bernardy rientrò in Italia, dove partecipò l'anno successivo al primo Congresso di etnografia italiana, promosso da Lamberto Loria, con una relazione sui costumi delle comunità italiane all'estero. Nel 1917 tornò negli Stati Uniti a seguito della richiesta di collaborare con l'Ambasciata di Washington per la propaganda di guerra, divenendo l'unica donna dei quattro propagandisti ufficiali. Continuò la sua attività di giornalista, anche a guerra finita, dedicandosi ancora alla questione degli immigrati italiani. Nel 1920 rientrò definitivamente in Italia e venne a far parte del Consiglio centrale della Società Dante Alighieri, schierandosi con l'ala più legata al regime fascista. A partire dagli anni '30 spostò il suo interesse principale di studi dal fenomeno migratorio alle tradizioni popolari regionali italiane e si dedicò all'indagine dei rapporti fra Roma con i vari Paesi europei per l'Istituto nazionale per le relazioni culturali con l'estero (IRCE). Morì a Roma nel 1959 senza essersi mai sposata.

### Ricerche
Amy Bernardy dimostra un'eccellente conoscenza delle correnti migratorie regionali, riuscendo a verificare i legami tra le comunità italiane nel mondo. Le monografie e gli articoli più puntuali e approfonditi sono quelli dedicati alla società italiana immigrata negli Stati Uniti, della quale emerge un affresco a tutto tondo delle condizioni di vita, dei costumi e delle tradizioni. Il tono è spesso quello della denuncia: il suo impegno sociologico non si limita alla registrazione di dati, ma, animata da un pragmatismo intellettuale, propone numerosi suggerimenti concreti per la risoluzione dei problemi che affliggono le comunità italoamericane. Nella denuncia delle condizioni di vita difficoltose quando non degradate degli immigrati non risparmia critiche alle autorità e ai politici sia statunitensi che italiani, ai quali imputava la responsabilità della tutela — a suo giudizio scarsa e manchevole — dei propri connazionali. Questa sua vena aggressiva le procurò numerosi nemici. Sollecitava il sostegno dello stato e politiche migratorie volte a un ritorno di immagine per l'Italia, poiché, muovendo da un'idea della comunità italiana non ristretta ai confini statali ampiamente condivisa negli anni del giolittismo, vedeva negli emigranti i portavoce della cultura italiana nel mondo. Se in molti suoi lavori il suo stile pecca per essere a volte retorico e classicheggiante, nelle inchieste, probabilmente i suoi scritti più interessanti, abbandona quasi del tutto la retorica nazionalista e analizza con un taglio sociologico le condizioni di vita materiali e morali delle donne e dei ragazzi italiani insediati nelle città statunitensi. Operò un'indagine capillare visitando quartieri, case, scuole, fabbriche e uffici, integrando alle interviste dati di biblioteca e corredando le informazioni raccolte con statistiche sulle condizioni di lavoro, i tassi di delinquenza minorile, l'ambiente igienico. Passò inoltre al vaglio la legislazione dei vari stati riguardante gli immigrati e prestò molta attenzione alla questione linguistica, soffermandosi sulla considerazione di quel gergo coniato dagli italiani all'estero, la "lingua del iesse", frammisto di termini dialettali e storpiature dall'inglese.

### Orientamento politico
Bernardy si avvicinò alle posizioni nazionaliste sviluppatesi in seno alla Società Dante Alighieri sotto la presidenza di Villari, con accenti imperialisti dalle implicazioni etnico-razziali. In Passione italiana sotto cieli stranieri (1931) è esplicita la sua interpretazione dell'emigrazione come un proseguimento dell'espansione romana, benché non manchi di sottolineare in modo critico le difficoltà e mancanze del governo italiano nel gestire il fenomeno. L'enfasi posta sulla nobiltà della stirpe italica, infatti, divenne nelle sue opere sempre più marcata, anche se spesso la sua retorica nazionalista veniva mitigata da un senso di realismo e pragmatismo, fortemente attento alle questioni di tipo sociale. Con l'avvento del fascismo, la Società Dante Alighieri si allineò all'ideologia del regime, di cui Bernardy fu una delle più strenue sostenitrici. Tuttavia, rappresentava una figura di intellettuale donna indipendente ed emancipata (anche se antifemminista), troppo scomoda per un regime che concedeva come spazio di attività femminile il solo ambito delle iniziative assistenziali.

## Opere
Si riporta qui una bibliografia parziale delle opere di Amy Bernardy, autrice di oltre cento scritti fra monografie e articoli.
- Zampogne e cornamuse nel secolo d'Elisabetta (1901)
- Repubblica buona (1901)
- L'ultima guerra turco-veneziana: 1714-1718 (1903)
- Roma e l'Italia nell'opera di F.M.Crawford (1903)
- Cesare Borgia e la Repubblica di San Marino: 1500-1504 (1905)
- Piccola Italia (1906)
- Emigrazione di lungo corso (1909)
- Lettere dal mare (1909)
- America Vissuta (1911)
- Lo scandalo del monumento (1911)
- La "Dante Alighieri" di Boston (1911)
- Italia randagia attraverso gli Stati Uniti (1913)
- L'Istria e la Dalmazia (1915)
- La via dell'Oriente (1916)
- Paese che vai Il mondo come l'ho visto io (1923)
- La questione adriatica vista d'oltre atlantico (1917- 1919): Ricordi e documenti (1923)
- Il conto de contadini di messer Ludovico Ariosto (1924)
- Santa Caterina da Siena (1926)

- Forme e colori di vita regionale italiana
  - Piemonte (1926)
  - Liguria (1927)
  - Venezia Tridentina (1929)

- Istria e Quarnaro (1927)
- La vita e l'opera di Vittoria Colonna (1927)
- Zara e i monumenti italiani della Dalmazia (1928)
- St. Francis and the animals (1928)
- Rinascita regionale (1930)
- Passione italiana sotto cieli stranieri (1931)
- Tradizioni ed arti popolari nelle isole italiane dell'Egeo (1931)
- Fascismo sanmarinese (1931)
- Vie d'Italia in Levante (1933)
- San Domenico (1935)
- L'incidente di Malta (1644-45) e il padre ottomano (1641?-1776) (1936)
- Case e paesi del Petrarca (1936?)
- La grande tradizione cattolica nel Canadà (1939)
- Forme e colori della tradizione maltese (1940?)
- Civiltà maltese (1940)
- Croazia e Roma (1941)
- Bulgaria e Roma (1941)
- Ungheria e Roma (1941)
- Portogallo e Roma (1941)
- L'Irlanda e Roma (1942)
- Svezia e Roma (1942)
- Norvegia e Roma (1942)
- Finlandia e Roma (1942)
- Romania e Roma (1942)
- Grecia e Roma (1942)
- L'Istituto mediterraneo e coloniale dell'artigianato (1942)
- Un diplomatico dell'irredentismo: Donato Sanminiatelli (1953)
- Gli ebrei nella Repubblica di San Marino dal XIV al XVII secolo (2005)